# Pothyne virginalis
Pothyne virginalis là một loài bọ cánh cứng trong họ Cerambycidae.